# Rode esdoorn
Rode esdoorn (Acer rubrum) is een soort uit de zeepboomfamilie (Sapindaceae).

## Determinatie
Rode esdoorn groeit als boom en bereikt een hoogte van ± 25 m. De twijgen zijn kaal met veel lenticellen, het eerste jaar zijn ze rood. De plant heeft gewimperde, bruine knopschubben. De bladeren zijn drie- tot vijflobbig en worden 6–12 cm lang. Ze zijn tot een derde ingesneden, de bovenzijde is donkergroen en de onderzijde is blauwgroen. De herfstkleur is karmijn en oranje. Rode esdoorn is tweehuizig. De plant bloeit in maart, voor de bladeren verschijnen met opvallend rode bloemen. Deze hebben ver uitstekende meeldraden. De vruchtvleugels vormen een scherpe hoek, deze zijn al rijp in juni.

## Verspreiding
Het natuurlijke verspreidingsgebied van rode esdoorn strekt zich uit over het oosten van de Verenigde Staten.

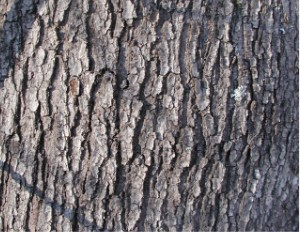
Bast

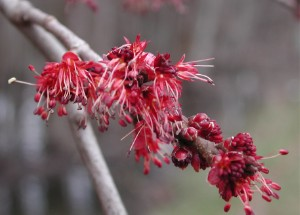
Bloemen

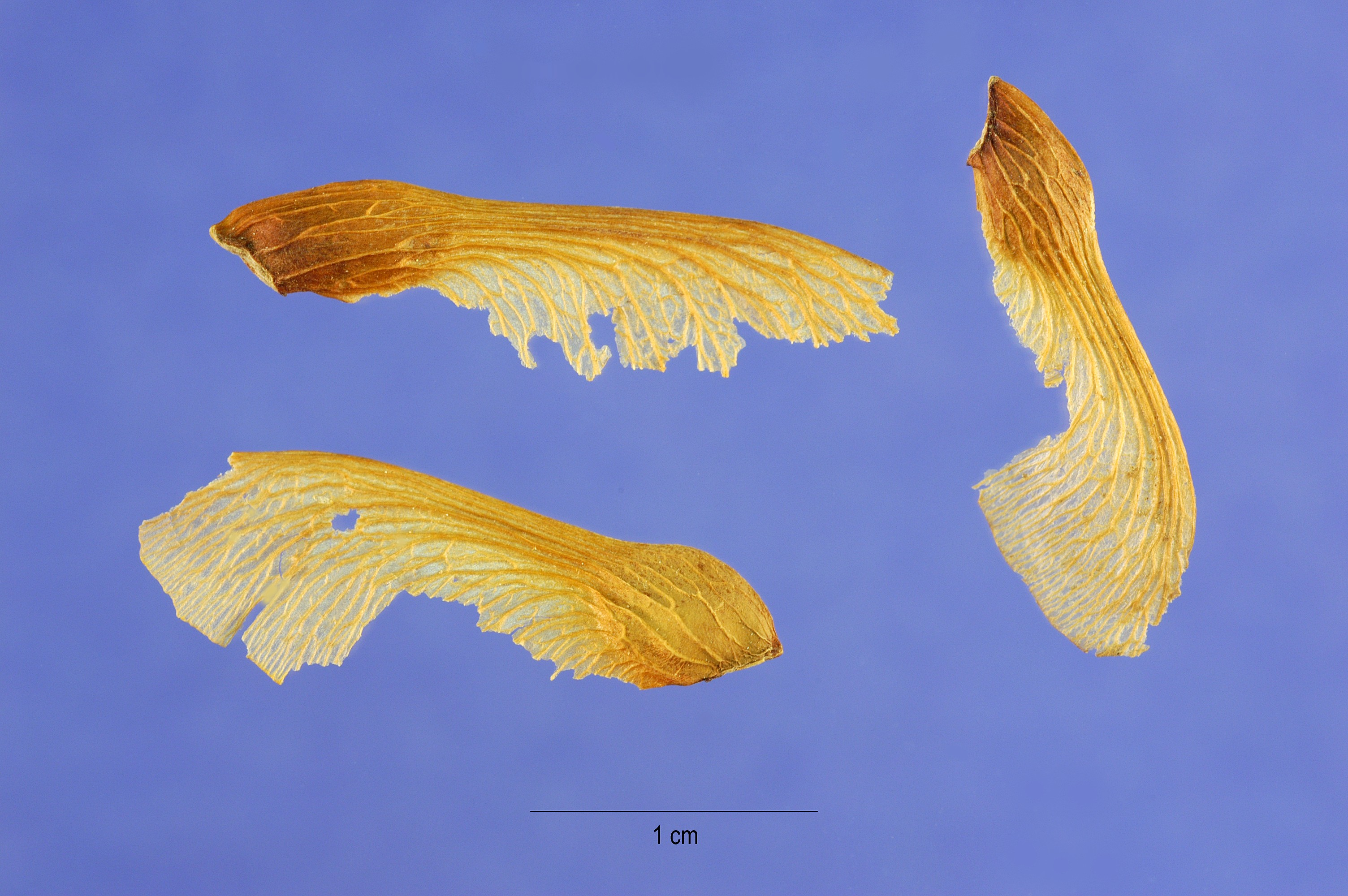
Vruchten

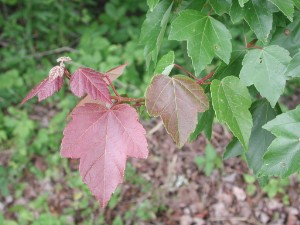
Blad

... · 
A. buergerianum (drietandesdoorn) · 
A. campestre (Spaanse aak) · 
A. capillipes (slangenesdoorn) · 
A. cappadocicum (Colchische esdoorn) · 
A. caudatum · 
A. ginnala (amoeresdoorn) · 
Acer griseum · 
A. japonicum · 
A. monspessulanum (montpelieresdoorn) · 
A. mono · 
A. negundo (vederesdoorn) · 
A. palmatum (Japanse esdoorn) · 
A. platanoides (Noorse esdoorn) · 
A. pseudoplatanus (gewone esdoorn) · 
A. rubrum (rode esdoorn) · 
A. saccharinum (witte esdoorn) · 
A. saccharum (suikeresdoorn) · 
A. tegmentosum · 
...